# Fernando von Reichenbach
Fernando von Reichenbach (Buenos Aires, 30 de noviembre de 1931 - City Bell, 17 de marzo de 2005) fue un reconocido ingeniero, docente e inventor argentino.

## Biografía
Nació en 1931 en la Ciudad de Buenos Aires. Ingeniero, inventor y amante de la música, fue uno de los pioneros de la música electroacústica en Argentina y en el mundo.

En la década del 1960, participó como director técnico en el laboratorio de música electroacústica del Instituto Di Tella de Artes dirigido por Francisco Kröpfl.

Diseñó varios prototipos de equipamiento relacionado con la tecnología cultural y la industria electrónica -con patentes de invención en Argentina y EE. UU-, algunos de los cuales fueron exhibidos, por invitación de la Bienal de Venecia, en la muestra "Nuova Atlantide", de 1986.

Desarrolló sistemas y equipamientos aplicados a la composición -convertidor gráfico analógico, estudios de música electrónica-, a experimentos audiovisuales -show multimedia en el Pabellón Shell (1961), Instituto Di Tella (1966-71), medios mixtos en la fuente de los Dos Congresos (1978), Show audiovisual de Buenos Aires (1978-79)-, y a la investigación en psicoacústica.

En 1987 realizó un proyecto educacional para computarizar bibliotecas musicales.
En los últimos años de su vida dedicó su tiempo a la docencia universitaria, y continuó su labor inventiva al lado de la música electroacústica desempeñándose como Jefe del Departamento de Tecnología en el Laboratorio de Investigación y Producción Musical del Centro Cultural Recoleta de la ciudad de Buenos Aires, donde se conservan algunas de sus creaciones realizadas en el Instituto Di Tella.
Fernando von Reichenbach falleció el 17 de marzo de 2005 en su casa de City Bell. Sus restos descansan en el Cementerio Alemán de la Ciudad de Buenos Aires.
En diciembre del año 2012 la Biblioteca de la Universidad Nacional de Quilmes recibió la donación del archivo del profesor Fernando von Reichenbach. Este consta de más de 600 unidades en diferentes formatos de cintas magnéticas y documentos escritos, contiene material documentado y resguardado por el mismo Fernando desde la década del 70” que representa un acervo de gran importancia para la investigación y promoción de la Música Contemporánea Argentina de las últimas décadas. El archivo se encuentra actualmente (marzo de 2015) en la Biblioteca de la Universidad Nacional de Quilmes, en proceso de digitalización y catalogación para su conservación y futuro acceso al público.

## Invenciones
Algunas de sus invenciones fueron:
- Catalina o convertidor gráfico analógico (1967): capaz de sintetizar sonidos siguiendo una partitura analógica mediante una cámara de video.

- Sistema para inducir el sueño (desarrollado en conjunto con el doctor Fontana), mediante la reproducción de sonidos maternos prenatales.

- Lector de microfilms para sondajes isonosféricos.

- Perforadora ultrasónica.

## Enlaces
Instituto Di Tella de Artes